# De wereld volgens Garp
De wereld volgens Garp (Engels: The World According to Garp) uit 1978 is de vierde roman van de Amerikaanse schrijver John Irving. Met dit boek werd Irving op slag wereldberoemd. De Nederlandse vertaling werd geleverd door C.A.G. van den Broek. Het verhaal werd in 1982 verfilmd met Robin Williams in de hoofdrol. De thematiek van de roman draait voornamelijk om Garps obsessie en uiteindelijk onvermogen zijn geliefden en zichzelf tegen de geilheid en de wreedheid van de wereld te beschermen.

## Verhaal
T.S. Garp is de zoon van de excentrieke feministe Jenny Fields; tijdens de Tweede Wereldoorlog werd hij verwekt met behulp van een soldaat die hersenbeschadiging heeft opgelopen (Technical Sergeant Garp). Garp jr. groeit op in het huis van zijn moeder, een verpleegster op de Steering-school, waar veel van de extravagante avonturen van Garp en zijn moeder zich vervolgens ook afspelen. In het boek valt te lezen hoe een jonge schrijver opgroeit tot een echte schrijver. Ondertussen trekt een veelheid aan excentrieke personages voorbij, waaronder transgender personen, hoeren, worstelaars, fanatici die samen optreden in een vaak ontstellende wereld. De met grote en vanzelfsprekende nuchterheid vertelde, maar vaak schokkende gebeurtenissen en anekdotes geven de roman een tragikomisch karakter, waarmee Irving uiteindelijk bekend werd. 
Verschillende verhalen van de schrijver Garp komen voor in het boek als verhaal in het verhaal.

### Belangrijkste personages
- Jenny Fields; dochter van een rijke schoenenfabrikant, verpleegster en feministe tegen wil en dank, die wel een kind wil maar geen man. Ze bereikt dit door de stijve penis van een patiënt die er slecht aan toe is bij zich in te brengen. Ze wordt beroemd door haar boek Seksueel verdacht. Ze wordt uiteindelijk vermoord door een vrouwenhater.
- T.S. Garp; zoon van Jenny en een verder onbekende Technical Sergeant die Garp zijn achternaam en initialen nalaat. Garp heeft verder geen voornaam. Hij is schrijver en huisman. Hij wordt uiteindelijk vermoord door een mannenhaatster.
- Helen Holm; dochter van Ernie Holm, Garps worstelcoach. Garp en Helen treden in het huwelijk.
- Roberta Muldoon; een transgender vrouw en voormalig Americanfootballspeler die worstelt met haar identiteit en seksualiteit.
- Michael Milton; een student met wie Helen een affaire begint. Bij een ongeluk waarbij Garp de auto aanrijdt waarin Helen Milton pijpt, wordt Miltons penis afgerukt.
- John Wolf; de uitgever van de boeken van Garp en ook van het boek waar Jenny beroemd mee is geworden.
- Duncan Garp; de oudste zoon van Garp en Helen die bij het auto-ongeluk een oog verliest. Hij wordt kunstenaar en trouwt met een transgender persoon.
- Walt Garp; de jongste zoon van Garp en Helen die op vijfjarige leeftijd overlijdt door het auto-ongeluk.
- Ellen James; werd als meisje verkracht en hierbij werd haar tong afgesneden. Later belangrijke persoon in Garps leven.